# Tredington, Gloucestershire
Tredington är en by i civil parish Stoke Orchard, i distriktet Tewkesbury, i grevskapet Gloucestershire i England. Byn är belägen 8 km från Cheltenham. Tredington var en civil parish fram till 1935 när blev den en del av Stoke Orchard och Tewkesbury. Civil parish hade 92 invånare år 1931. Byn nämndes i Domedagsboken (Domesday Book) år 1086, och kallades då Trotintune.